# كوملان أميوو
كوملان أميوو (بالفرنسية: Komlan Amewou)‏ (15 ديسمبر 1983 بلومي في توغو - ) هو لاعب كرة قدم توغولي في مركز الوسط. شارك مع منتخب توغو تحت 17 سنة لكرة القدم ومنتخب توغو تحت 20 سنة لكرة القدم ومنتخب توغو لكرة القدم. أما مع النوادي، فقد لعب مع اجازا لومي ونادي الأولمبي ونادي الشعب ونادي سترومسغودست ونادي صور ونيم أولمبيك ونادي هارت أوف ليونز وليبرتي بروفشنالز ‏ وFC Gloria Buzău ‏.

## وصلات خارجية
- كوملان أميوو على موقع الاتحاد الدولي (مؤرشف)  (الإنجليزية)
- كوملان أميوو على موقع قاعدة بيانات كرة القدم.إي يو (الإنجليزية)
- كوملان أميوو على موقع ناشيونال فوتبول تيمز (الإنجليزية)